# USS Rock (SS-274)
USS Rock (SS/SSR/AGSS-274) là một tàu ngầm lớp Gato từng phục vụ cùng Hải quân Hoa Kỳ trong Chiến tranh Thế giới thứ hai. Nó là chiếc tàu chiến duy nhất của Hải quân Hoa Kỳ được đặt cái tên này, theo tên chung của nhiều loài trong chi Cá quân. Nó đã phục vụ trong suốt Thế chiến II, thực hiện tổng cộng sáu chuyến tuần tra, đánh chìm một tàu chở dầu Nhật Bản với tải trọng ước lượng 834 tấn. Được cho ngừng hoạt động sau khi xung đột chấm dứt vào năm 1946, nó được huy động trở lại để tiếp tục phục vụ trong các cuộc Chiến tranh Lạnh và Chiến tranh Việt Nam từ năm 1953 đến năm 1969, được xếp lại lớp như một tàu ngầm cột mốc radar SSR-274, rồi như một tàu ngầm phụ trợ AGSS-274. Con tàu cuối cùng được sử dụng như một mục tiêu thực hành trước khi bị bán để tháo dỡ vào năm 1972. Rock được tặng thưởng bốn Ngôi sao Chiến trận do thành tích phục vụ trong Thế Chiến II.

## Thiết kế và chế tạo
Lớp tàu ngầm Gato được thiết kế cho mục đích một tàu ngầm hạm đội nhằm có tốc độ trên mặt nước cao, tầm hoạt động xa và vũ khí mạnh để tháp tùng hạm đội chiến trận. Con tàu dài 311 ft 9 in (95,02 m) và có trọng lượng choán nước 1.525 tấn Anh (1.549 t) khi nổi và 2.424 tấn Anh (2.463 t) khi lặn. Chúng trang bị động cơ diesel dẫn động máy phát điện để cung cấp điện năng cho bốn động cơ điện, đạt được công suất 5.400 shp (4.000 kW) khi nổi và 2.740 shp (2.040 kW) khi lặn, cho phép đạt tốc độ tối đa 21 hải lý trên giờ (39 km/h) và 9 hải lý trên giờ (17 km/h) tương ứng. Tầm xa hoạt động là 11.000 hải lý (20.000 km) khi đi trên mặt nước ở tốc độ 10 hải lý trên giờ (19 km/h) và có thể hoạt động kéo dài đến 75 ngày và lặn được sâu tối đa 300 ft (90 m).
Lớp tàu ngầm Gato được trang bị mười ống phóng ngư lôi 21 in (530 mm), gồm sáu ống trước mũi và bốn ống phía phía đuôi tàu, chúng mang theo tối đa 24 quả ngư lôi. Vũ khí trên boong tàu gồm một hải pháo 3 inch/50 caliber, và thường được tăng cường một khẩu pháo phòng không Bofors 40 mm nòng đơn và một khẩu đội Oerlikon 20 mm nòng đôi, kèm theo súng máy .50 caliber và .30 caliber. Tiện nghi cho thủy thủ đoàn bao gồm điều hòa không khí, thực phẩm trữ lạnh, máy lọc nước, máy giặt và giường ngủ cho hầu hết mọi người, giúp họ chịu đựng cái nóng nhiệt đới tại Thái Bình Dương cùng những chuyến tuần tra kéo dài đến hai tháng rưỡi.
Rock được đặt lườn tại xưởng tàu của hãng Manitowoc Shipbuilding Company ở Manitowoc, Wisconsin vào ngày 23 tháng 12, 1942. Nó được hạ thủy vào ngày 20 tháng 6, 1943, được đỡ đầu bởi bà B. O. Wells, và được cho nhập biên chế cùng Hải quân Hoa Kỳ vào ngày 26 tháng 10, 1943 dưới quyền chỉ huy của Hạm trưởng, Thiếu tá Hải quân John Jay Flachsenhar.

## Lịch sử hoạt động

### 1943
Sau khi hoàn tất việc chạy thử máy của xưởng tàu tại hồ Michigan, Rock được chất lên một sà lan để được kéo từ Manitowoc dọc theo sông Mississippi, đi đến New Orleans, Louisiana vào ngày 29 tháng 11, 1943, nơi nó được tiếp tục trang bị hoàn thiện trước đưa đi vào hoạt động. Sau khi hoàn tất việc chạy thử máy huấn luyện tại khu vực kênh đào Panama, chiếc tàu ngầm chuẩn bị để được điều động sang khu vực Mặt trận Thái Bình Dương. Nó băng qua kênh đào và đi đến Trân Châu Cảng thuộc quần đảo Hawaii vào ngày 2 tháng 1, 1944, nơi nó được sửa chữa những hư hại sau chuyến hành trình dài.

### 1944

#### Chuyến tuần tra thứ nhất
Khởi hành từ Trân Châu Cảng vào ngày 8 tháng 2 cho chuyến tuần tra đầu tiên, vào ngày 29 tháng 2, Rock phát hiện một đoàn tàu vận tải lớn đang trên đường hướng đến Truk. Trong lúc tiếp cận đoàn tàu vào ban đêm, nó bị tàu khu trục Asashimo phát hiện, nên đã phóng bốn quả ngư lôi vào đối thủ nhưng đều bị trượt. Bị đối phương chiếu sáng bằng đèn pha và bị nả hải pháo 5 inch (130 mm), chiếc tàu ngầm buộc phải lặn xuống né tránh, nhưng tiếp tục bị tấn công bằng mìn sâu trong suốt bốn giờ tiếp theo. Rock đã thoát được, nhưng kính tiềm vọng bị hư hại nặng và cầu tàu bị hư hại đáng kể bởi mảnh đạn pháo, nên nó buộc phải quay trở về Trân Châu Cảng để sửa chữa.

#### Chuyến tuần tra thứ hai
Lên đường vào ngày 4 tháng 4 cho chuyến tuần tra thứ hai ngoài khơi đảo Honshū, Nhật Bản, trong suốt 34 ngày hoạt động tại các khu vực eo biển Bungo và vịnh Sagami, Rock không tìm thấy mục tiêu nào phù hợp. Nó rút lui về Majuro thuộc quần đảo Marshall để được tái trang bị cặp bên mạn tàu tiếp liệu tàu ngầm Sperry (AS-12).

#### Chuyến tuần tra thứ ba
Hoạt động trong thành phần một đội tấn công phối hợp "Bầy sói" vốn bao gồm các tàu ngầm Tilefish (SS-307) và Sawfish (SS-276), Rock khởi hành từ Majuro vào ngày 22 tháng 6 cho chuyến tuần tra thứ ba tại khu vực eo biển Luzon. Lúc sáng sớm ngày 19 tháng 7, nó tấn công một đoàn bảy tàu buôn lớn được ba tàu hộ tống bảo vệ, phóng ra tổng cộng mười quả ngư lôi và ghi được sáu vụ nổ, nhưng phải lặn khẩn cấp để né tránh phản công bằng mìn sâu nên không thể xác nhận kết quả. Hai ngày sau đó, nó lại bắt gặp một đoàn sáu tàu buôn lớn được bốn tàu hộ tống bảo vệ; nó tấn công với bốn quả ngư lôi và đúng đích hai quả, nhưng một lần nữa lại không thể kiểm chứng kết quả. Chiếc tàu sau đó trải qua một cơn bão, rồi chứng kiến tàu ngầm I-29 bị Sawfish tiêu diệt. Nó lên đường vào ngày 27 tháng 7 để quay trở về Trân Châu Cảng.

#### Chuyến tuần tra thứ tư
Rời Trân Châu Cảng vào ngày 9 tháng 9 cho chuyến tuần tra thứ tư tại khu vực biển Đông, vào ngày 26 tháng 10, Rock phóng trúng ba ngư lôi vào tàu chở dầu Takasago Maru số 7 (834 tấn) được ba tàu hộ tống bảo vệ, là mục tiêu duy nhất bị nó đánh chìm trong suốt cuộc chiến tranh. Sang ngày hôm sau, sau khi Darter (SS-227) bị mắc cạn và không rút ra được tại bãi đá ngầm Bombay ở eo biển Palawan, nó đã phóng chín quả ngư lôi vào chiếc tàu ngầm chị em để ngăn đối phương chiếm được. Nó kết thúc chuyến tuần tra khi quay trở về Fremantle, Australia để tái trang bị.

### 1945

#### Chuyến tuần tra thứ năm
Rời Fremantle vào ngày 14 tháng 12, 1944 cho chuyến tuần tra thứ năm, hoạt động duy nhất của Rock trong đợt này là giải cứu một phi công từ tàu sân bay Lexington (CV-16) bị bắn rơi trên biển.

#### Chuyến tuần tra thứ sáu
Trong chuyến tuần tra thứ sáu từ ngày 7 tháng 3 đến ngày 4 tháng 5, Rock đã cứu vớt 15 thành viên thủy thủ đoàn chiếc tàu buôn SS Peter Silvester bị trôi dạt trên một bè cứu sinh trong suốt 32 ngày; họ được chiếc tàu ngầm đưa đến Exmouth, Australia. Tiếp tục chuyến tuần tra lên phía Bắc, nó bị một máy bay ném bom, rồi bị một quả ngư lôi tịt ngòi đâm trúng, cả hai đã không gây hư hại gì. Trong một cuộc tấn công ban đêm vào ngày 27 tháng 3, nó phóng ngư lôi vào một tàu hộ tống đối phương nhưng không có kết quả. Đến ngày 18 tháng 4, nó cùng với tàu ngầm Tigrone (SS-419) bắn phá đảo Batan về phía Bắc Luzon để phá hủy một trạm vô tuyến Nhật Bản tại đây. Nó quay trở về Saipan thuộc quần đảo Mariana để kết thúc chuyến tuần tra.
Rock quay trở về vùng bờ Tây Hoa Kỳ để được đại tu tại Xưởng hải quân Hunter's Point ở San Francisco, California từ ngày 14 tháng 5. Sau khi hoàn tất nó khởi hành vào ngày 7 tháng 8 để quay trở lại Trân Châu Cảng, và bắt đầu chuẩn bị cho chuyến tuần tra tiếp theo khi Nhật Bản chấp nhận đầu hàng vào ngày 15 tháng 8, giúp chấm dứt vĩnh viễn cuộc xung đột. Nó được lệnh quay trở về vùng bờ Đông, ăn mừng lễ hội nhân ngày Hải quân tại New Orleans, rồi tiếp tục đi đến Căn cứ Tàu ngầm Hải quân New London tại New London, Connecticut để chuẩn bị ngừng hoạt động. Nó được cho xuất biên chế vào ngày 1 tháng 5, 1946, và được đưa về Hạm đội Dự bị Đại Tây Dương.

### 1953 – 1959
Vào đầu năm 1951 Rock được kéo đến Xưởng hải quân Philadelphia để được cải biến thành một tàu ngầm cột mốc radar, bao gồm việc bổ sung một Trung tâm thông tin tác chiến (CIC: Combat Information Center) và nâng cấp các thiết bị điện tử. Nó được xếp lại lớp với ký hiệu lườn mới SSR-274 vào ngày 18 tháng 7, 1952 và tái biên chế trở lại tại Philadelphia, Pennsylvania vào ngày 12 tháng 10, 1953.
Sau một giai đoạn huấn luyện ngắn cùng Hải đội Tàu ngầm 6 ngoài khơi Virginia Capes, Rock được điều động sang San Diego để gia nhập Hải đội Tàu ngầm 5. Nó khởi hành từ San Diego vào ngày 23 tháng 7, 1954 cho một lượt phục vụ tại khu vực Tây Thái Bình Dương trong sáu tháng, bao gồm một chuyến tuần tra tại eo biển Đài Loan. Trong những năm tiếp theo nó luân phiên các hoạt động huấn luyện và bảo trì thường lệ tại vùng bờ Tây với những lượt phục vụ cùng Đệ Thất hạm đội tại Viễn Đông.

### 1959 – 1969
Vào ngày 31 tháng 12, 1959, Rock được xếp lại lớp như một "tàu ngầm phụ trợ" và mang ký hiệu lườn mới AGSS-274, nhưng vẫn tiếp tục các hoạt động huấn luyện và bảo trì thường lệ tại vùng bờ Tây xen kẻ với những lượt biệt phái phục vụ tại khu vực Tây Thái Bình Dương. Nó được cho xuất biên chế lần sau cùng tại Xưởng hải quân Mare Island vào ngày 13 tháng 9, 1969. Tên nó được cho rút khỏi danh sách Đăng bạ Hải quân cùng ngày hôm đó, và con tàu bị bán để tháo dỡ vào ngày 17 tháng 8, 1972.

## Phần thưởng
Rock được tặng thưởng bốn Ngôi sao Chiến trận do thành tích phục vụ trong Thế Chiến II. Nó được ghi công đã đánh chìm một tàu chở dầu Nhật Bản với tải trọng ước lượng 834 tấn.
|                                                       |  |  |
| Bronze star · Bronze star · Bronze star · Bronze star |  |  |

| Dãi băng Hoạt động Tác chiến                                            | Huân chương Phục vụ Trung Hoa        | Huân chương Chiến dịch Hoa Kỳ         |
| Huân chương Chiến dịch Châu Á-Thái Bình Dương với 4 Ngôi sao Chiến trận | Huân chương Chiến thắng Thế Chiến II | Huân chương Phục vụ Phòng vệ Quốc gia |